# Louis Mücke
Louis Heinrich Ernst Friedrich August Mücke (* 16. Mai 1879 in Penzlin; † 13. März 1967 in Bad Pyrmont) war ein deutscher Kaufmann und Politiker (SPD).
Louis Mücke war der Sohn des Schusters Julius Valentin Mücke (* 1851) und dessen Ehefrau Marie Sophie Johanna, geborene Bendt (* 1852). Er heiratete am 13. September 1902 in Holzhausen Karoline Sophie Friederike Falke (1878–1946). Mücke war Lagerhalter und später Kaufmann in Holzhausen. Von 1919 bis 1922 war er für die SPD Abgeordneter in der Verfassungsgebenden Waldeck-Pyrmonter Landesvertretung.